# Ur-Nammu

Imperium III dynastii z Ur (na zielono)

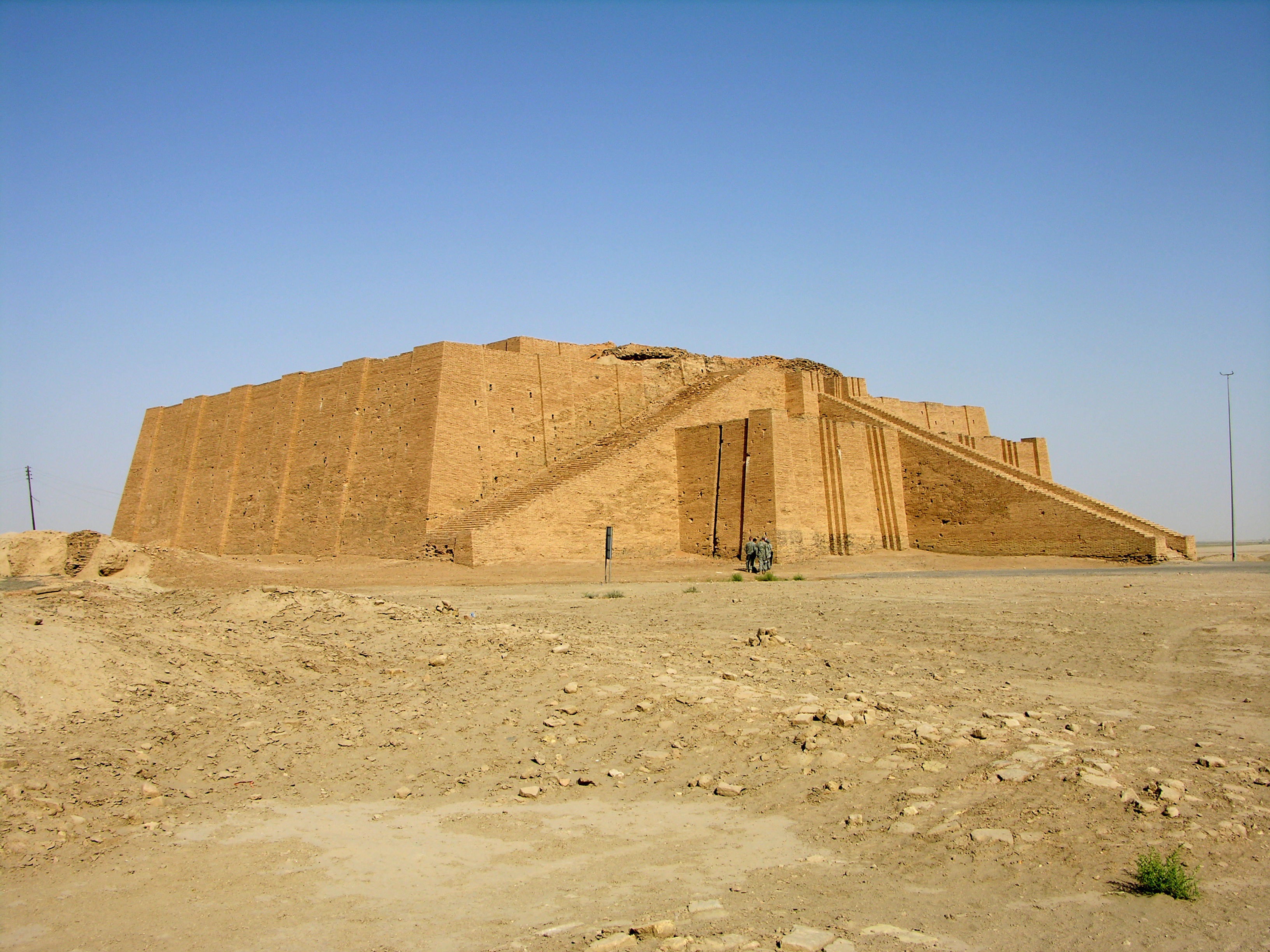
widok na częściowo zrekonstruowany ziggurat w Ur (dziś Al-Muqaiyar w Iraku)

Ur-Nammu, Ur-Namma (sum. ur-dnammu, ur-dnamma, tłum. „sługa bogini Nammu”) – sumeryjski władca, założyciel III dynastii z Ur, panował w latach 2113–2096 p.n.e.. W swoich rządach nawiązywał do dziedzictwa sumeryjskiego, dlatego okres panowania III dynastii z Ur nazywany jest „renesansem sumeryjskim”. Jego panowanie zapoczątkowało stuletni okres świetności kultury sumeryjskiej. 
Ur-Nammu był gubernatorem miasta Ur za czasów panowania Utuhengala z Uruk. Po kilku latach zbuntował się przeciwko swemu suwerenowi, by ostatecznie pokonać go i zająć jego miejsce. Następnie przeprowadził zwycięską kampanię przeciwko miastu-państwu Lagasz, pokonując jego władcę Nammahaniego. Po tym zwycięstwie przyjął tytuł „króla Sumeru i Akkadu”.
Ur-Nammu dokonał pierwszego w dziejach ludzkości spisania praw w jednym kodeksie. Do dziś zachowało się ok. 30 paragrafów. Odróżniał się od kodeksów późniejszych, np. Lipit-Isztara czy Hammurabiego, formą rekompensaty za poniesione straty. Wyznaczał on odszkodowanie w pieniądzu, zamiast zasady „oko za oko”. 
Ur-Nammu znany jest przede wszystkim ze swych zakrojonych na szeroką skalę prac budowlanych. Za jego panowania wzniesiono w różnych miastach Sumeru szereg monumentalnych budowli, by wspomnieć chociażby zigguraty w miastach Ur i Uruk. Ur-Nammu odbudował również E-kur - świątynię boga Enlila w Nippur, zniszczoną przez króla Naram-Sina z Akadu.